# 韩甜甜
韩甜甜（2007年8月19日—），中国大陆女歌手，出生于辽宁黑山。2019年5月参加江苏卫视全球创意竞演秀《百变达人》。同年10月，参加江苏卫视音乐节目《蒙面唱将猜猜猜》第四季，并获得广泛关注。

## 早年经历
韩甜甜来自辽宁省锦州市黑山县小新村,小学就读于黑山县小新村小学。韩甜甜很幸运拥有唱歌的天赋，以及有两位好老师一起守护她的初心。小学班主任郝月言录制她唱歌的视频上传到网络后，引发巨大的关注。经过郝老师的积极联络，来自山东日照的石栋颖老师主动提出免费教授韩甜甜音乐知识。

## 原唱歌曲
| 发行年份 | 日期    | 歌曲名称                                      | 作词   | 作曲   | 备注                                  |
| 2019     | 6月4日  | 简单的鱼 （页面存档备份，存于）               | 石栋颖 | 石栋颖 | 小石头和孩子们第二届流行音乐节        |
| 2020     | 2月26日 | 纪念用生命托起世界的人 （页面存档备份，存于） | 石栋颖 | 石栋颖 | 公益歌曲,送给战斗在一线的医务工作者！ |
| 2020     | 6月30日 | 摘花人与花 （页面存档备份，存于）             | 许媛婷 | 陈文华 |                                       |
| 2021     | 12月    | 说好了 不散                                   |        | 钱雷   | 电影《穿过寒冬拥抱你》片尾曲          |

## 演艺经历
- 2019年
  - 2019年5月12日，韩甜甜登上江苏卫视全球创意竞演秀《百变达人》舞台，演唱歌曲《飞云之下》。
  - 2019年7月7日，在《百变达人》“百达盛典”上，凭借歌曲《明天你好》获得第二名。
  - 2019年9月1日，在中央电视台《开学第一课》领唱歌曲《山高路远》。并与翟志刚，刘洋，申雪，赵宏博，董卿，撒贝宁，吉好有果，龙紫岚合唱《歌唱祖国》。
  - 2019年10月27日，江苏卫视《蒙面唱将猜猜猜》，韩甜甜和关喆合唱《孤独患者》。
  - 2019年11月3日，在《蒙面唱将猜猜猜》中，韩甜甜与温岚合唱歌曲《叶子》，并演唱歌曲《天下无双》。
- 2020年
  - 2020年1月25日，韩甜甜在江苏卫视春晚与刘宇宁合唱《飞云之下》[4]。
  - 2020年2月8日，韩甜甜登上江苏卫视元宵荔枝灯会舞台，与小石头和孩子们合唱《我的梦》。
  - 2020年6月1日，韩甜甜与小石头和孩子们登上央视新闻“微光”云音乐会，合唱歌曲《纪念用生命托起世界的人》。同晚，登上央视音乐频道《聆听时刻》，演唱《简单的鱼》。
  - 2020年6月8日晚，再次登上央视音乐频道《聆听时刻》，并演唱《飞云之下》。
  - 2020年6月10日，又与小石头和孩子们登上央视综艺频道《回声嘹亮》，合唱歌曲《夜空中最亮的星》。
  - 2020年6月30日，参加人民网《梦想电台》推出的特别策划“美好中国”云晚会，并演唱歌曲《简单的鱼》。
  - 2020年9月5日，参加第四届阿里巴巴95公益晚会，演唱歌曲《飞云之下》。
  - 2020年9月19日，与小石头和孩子们登上《百度好奇夜》，并演唱歌曲《武汉我们与你同在》
  - 2020年11月10日，与隔壁老樊、师葭希参加天猫双十一狂欢夜，演唱歌曲《多想在平庸的生活拥抱你》

- 2021年
  - 2021年6月1日，参加中央广播电视台2021年六一晚会与欧阳娜娜合唱动画歌曲串烧《经典之声》

- - 2021年11月10日，与母亲张红杉、声乐老师石栋颖参加央视综艺频道《回声嘹亮》[7]，演唱歌曲《夜空中最亮的星》并与老师合唱《当你老了[8]》。

## 综艺节目
| 年份           | 频道     | 节目名称                     | 演唱歌曲                 |
| -------------- | -------- | ---------------------------- | ------------------------ |
| 2019年5月12日  | 江苏卫视 | 《百变达人》                 | 飞云之下                 |
| 2019年7月7日   | 浙江卫视 | 《百变达人》                 | 明天你好                 |
| 2019年9月1日   | CCTV1    | 《开学第一课》               | 山高路远                 |
| 2019年9月21日  | CCTV3    | 《我爱满堂彩》               | 卷珠帘                   |
| 2019年10月27日 | 江苏卫视 | 《蒙面唱将猜猜猜》           | 叶子、天下无双、画等     |
| 2020年1月25日  | 江苏卫视 | 《2020江苏卫视春晚》         | 飞云之下                 |
| 2020年2月8日   | 江苏卫视 | 《2020江苏卫视元宵荔枝灯会》 | 我的梦                   |
| 2020年6月1日   | 央视新闻 | 《微光云音乐会》             | 纪念用生命托起世界的人   |
| 2020年6月1日   | CCTV15   | 《聆听时刻》                 | 简单的鱼                 |
| 2020年6月8日   | CCTV15   | 《聆听时刻》                 | -                        |
| 2020年6月10日  | CCTV3    | 《回声嘹亮》                 | -                        |
| 2020年6月30日  | 人民网   | 《微光云音乐会》             | -                        |
| 2020年9月19日  | 浙江卫视 | 《百度好奇夜》               | -                        |
| 2020年11月10日 | 浙江卫视 | 《天猫双十一狂欢夜》         | 多想在平庸的生活拥抱你   |
| 2021年6月1日   | CCTV1    | 《六一晚会》                 | 动画歌曲串烧《经典之声》 |
| 2021年11月10日 | CCTV1    | 《回声嘹亮》                 | 夜空中最亮的星、当你老了 |